# Приоратский парк
Приора́тский парк — пейзажный парк в городе Гатчине (Ленинградская область). Является частью дворцово-паркового ансамбля города, но не находится в подчинении музея-заповедника «Гатчина».
Площадь парка составляет более 154 гектаров.
Парк расположен в южной части города, с северной стороны граничит с Дворцовым парком, с восточной и южной сторон по границе парка проходит улица Сойту, проходящая вдоль железнодорожных путей. На юго-востоке ограничен Парковой улицей, также идущей вдоль железнодорожного полотна. Восточной границей парка исторически служит улица Чкалова.
Основная площадь парка занята лесным массивом. На его территории расположены три озера — Чёрное, Щучье и Филькино. Единственным крупным сооружением парка является Приоратский дворец.

## История

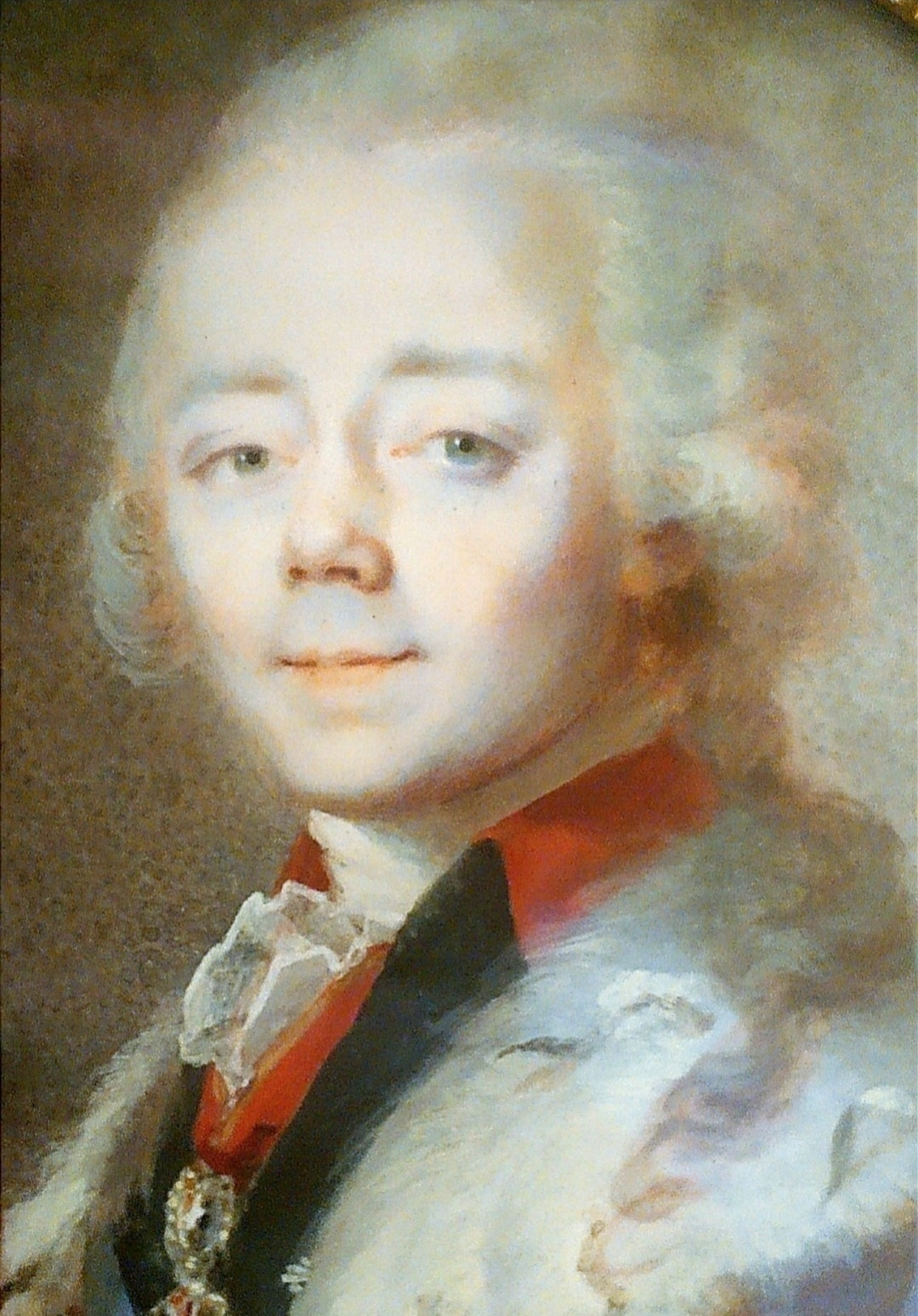
Великий князь Павел Петрович в середине 1780-х

До конца XVIII века территория, занимаемая ныне Приоратским парком, носила название Малого Зверинца. Современное название парк получил после постройки по приказу  Императора Павла в 1797—1799 годах на берегу Чёрного озера Приоратского дворца по проекту архитектора Н. А. Львова.
В это же время (1798 год) начались большие работы по благоустройству будущего парка. Перепланировка проходила под руководством садового мастера Джемса Гекета. Чёрное озеро было углублено и вычищено, берега изменили свою форму. Земля, вынутая при этих работах, пошла на создание нескольких искусственных островков и на подсыпку западного берега. Вокруг озера прокладывались первые прогулочные дорожки.
Следующий этап создания парка приходится на 1840—1850-е годы. В 1845—1846 годах парк обносится валом со рвом по обе стороны, прокладываются прогулочные дорожки, сохранившиеся до нашего времени (их общая длина — более 16 км). В 1854—1856 годах проводятся мероприятия по укреплению берегов Чёрного озера, производятся крупные посадки деревьев. В 1857 году проводятся работы по осушению парка, возводятся шлюзы и плотины. В 1880-х годах возводятся пять ворот при въездах в Приоратский парк; к настоящему времени ни одни из них не сохранилось. У четырёх из ворот в 1881 г. были построены «парковые будки» — одноэтажные домики из красного кирпича.
Во время Великой Отечественной войны парку был нанесён существенный урон: вырублено большое количество деревьев, территория была покрыта воронками от взрывов и многочисленными окопами. Чугунная решётка ограды парка была демонтирована и увезена в Германию. Работы по реконструкции парка начались в 1970-х годах.

## Галерея

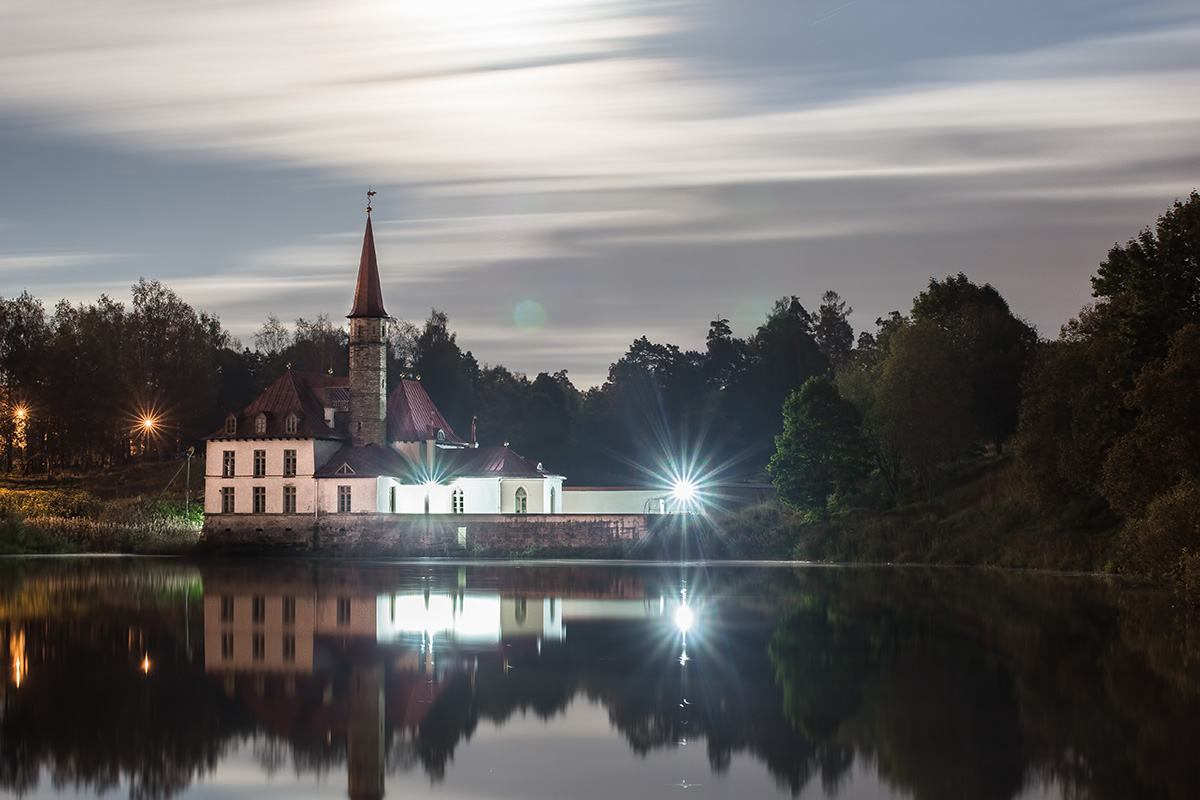
Приоратский дворец вечером
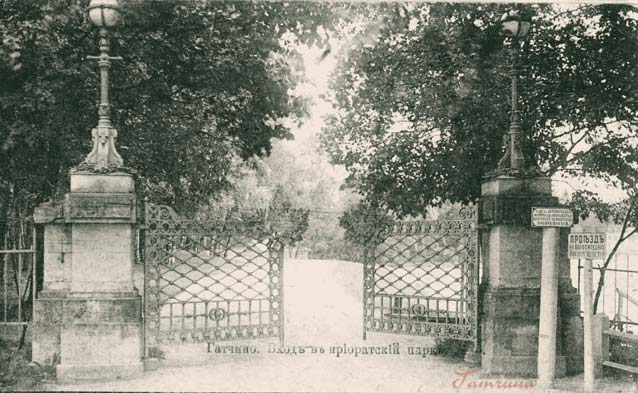
Ворота в Приоратский парк на берегу Чёрного озера. Открытка 1900-х годов.
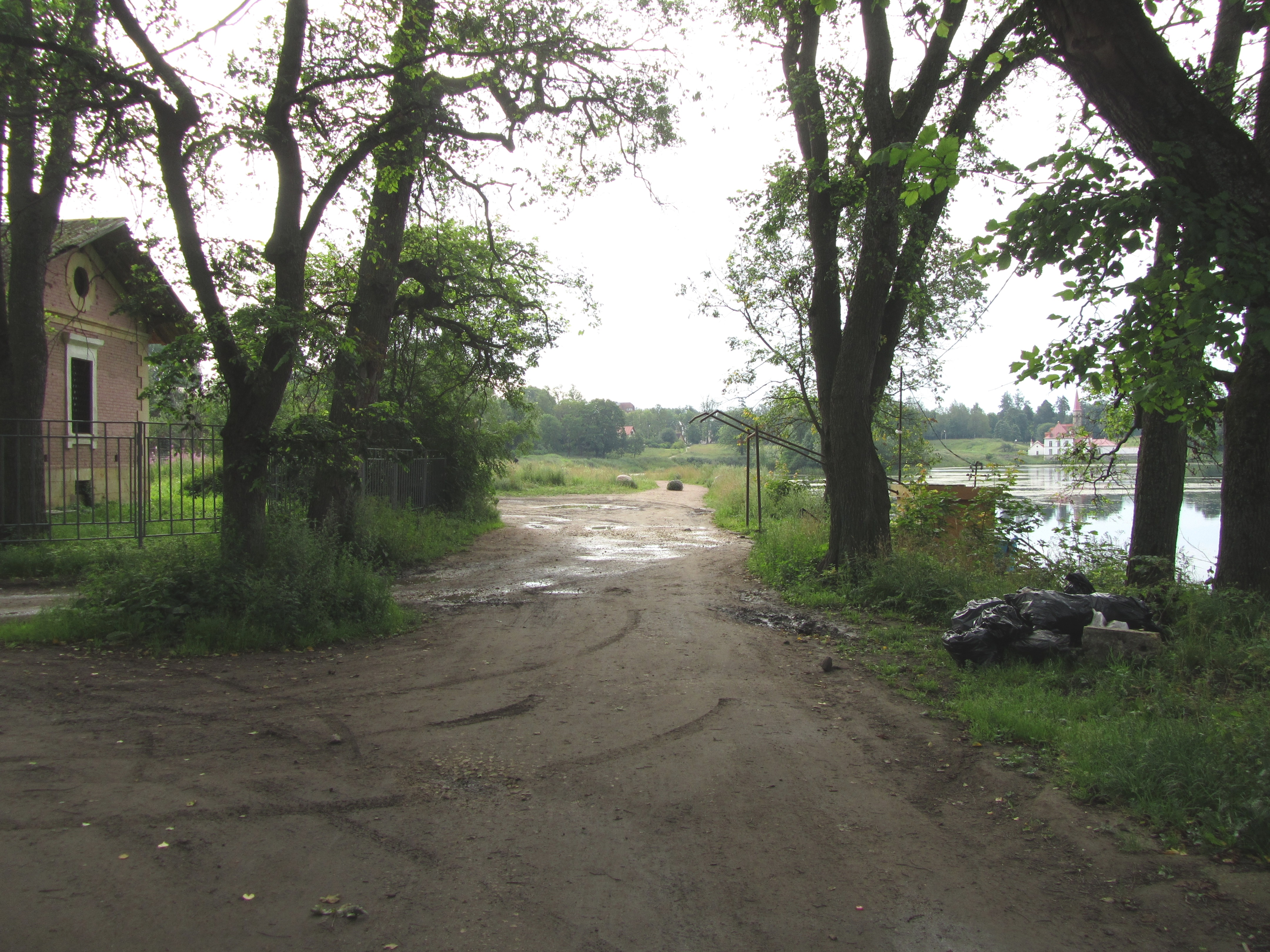
Тот же въезд в Приоратский парк на берегу Чёрного озера. Снимок 2012 года
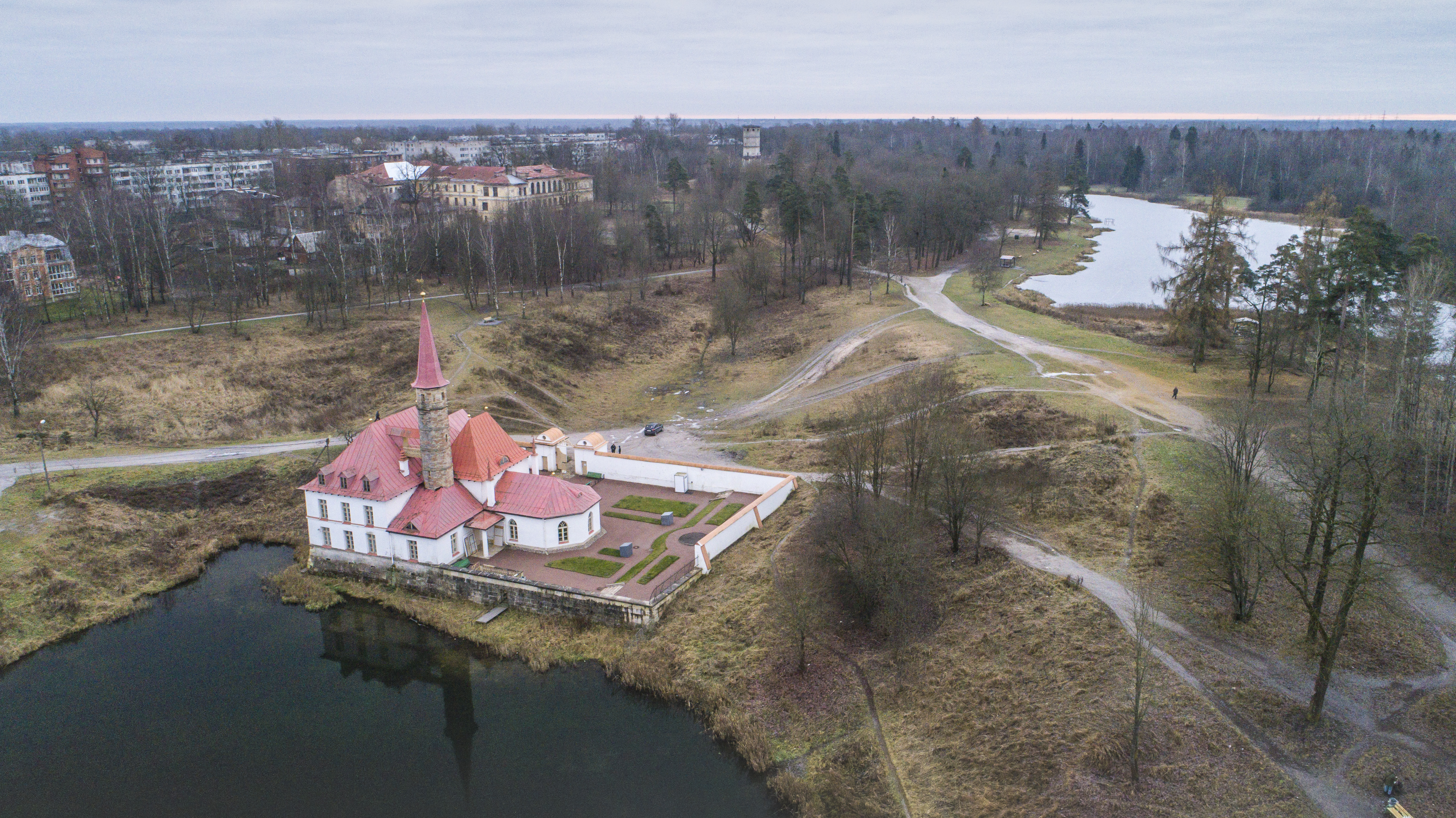
Вид сверху на парк, дворец и на Черное и Филькино (Глухое) озера.
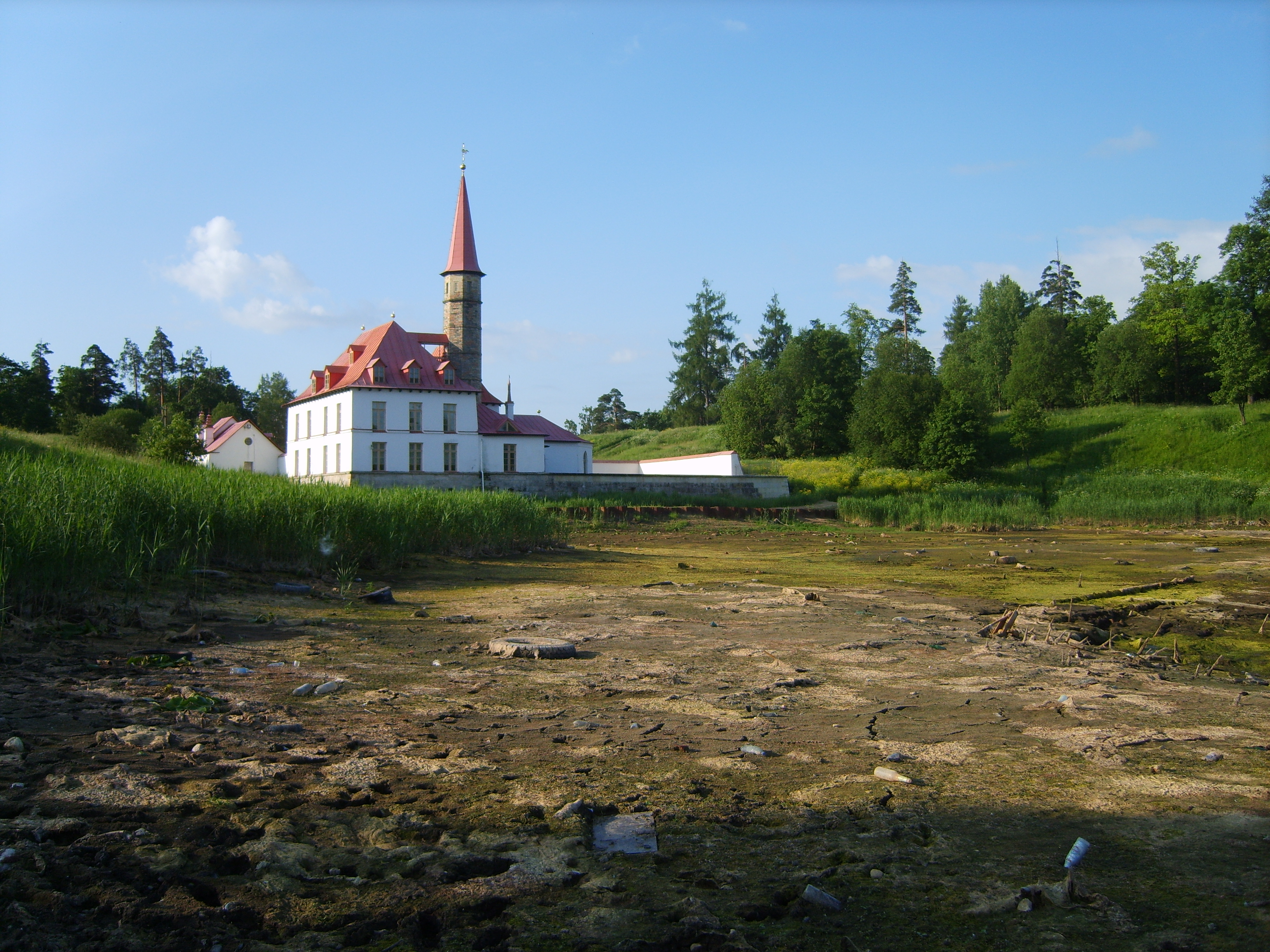
Чёрное озеро в мае 2009. Ведётся чистка дна
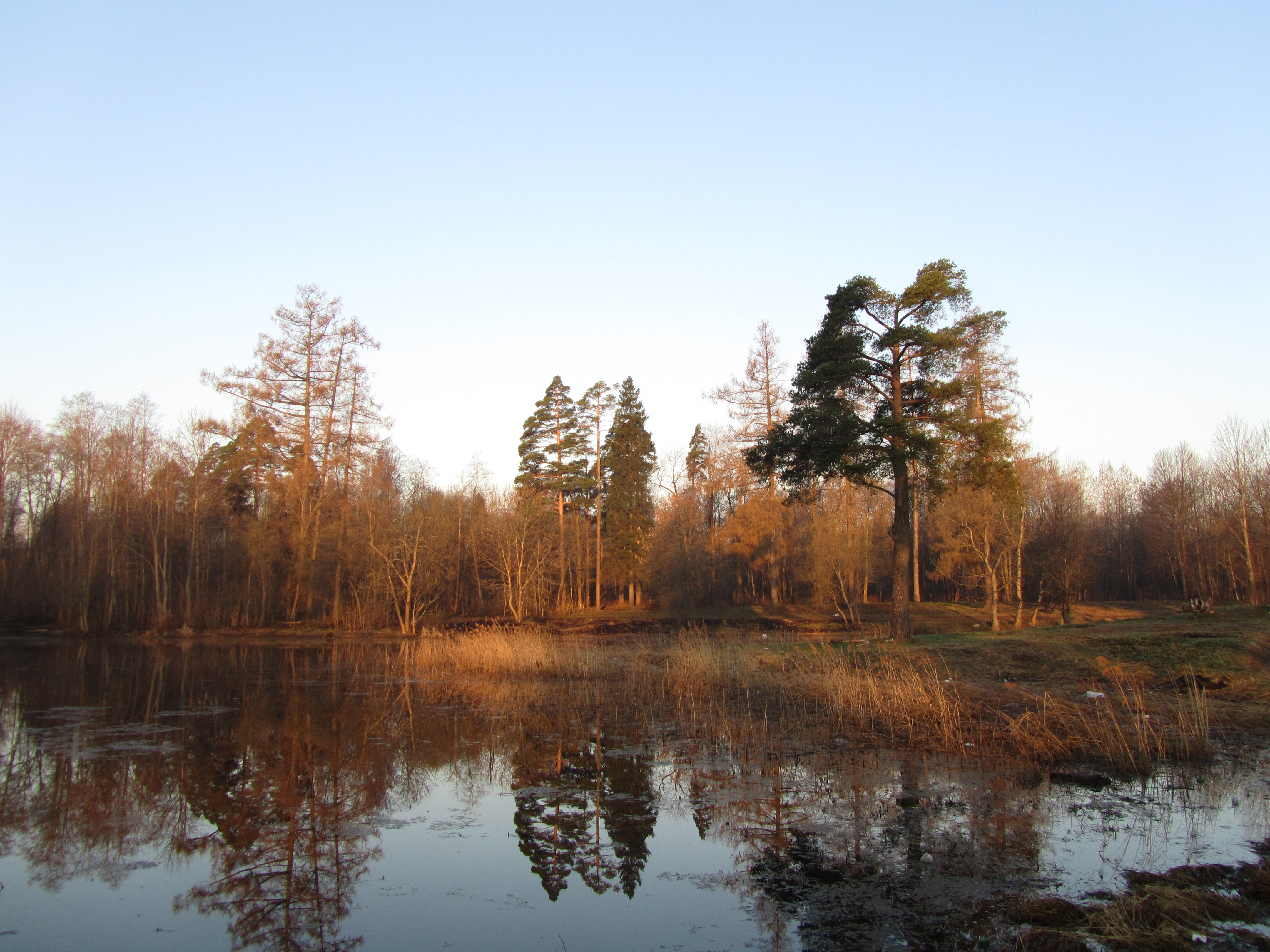
Филькино озеро. Северная бухта
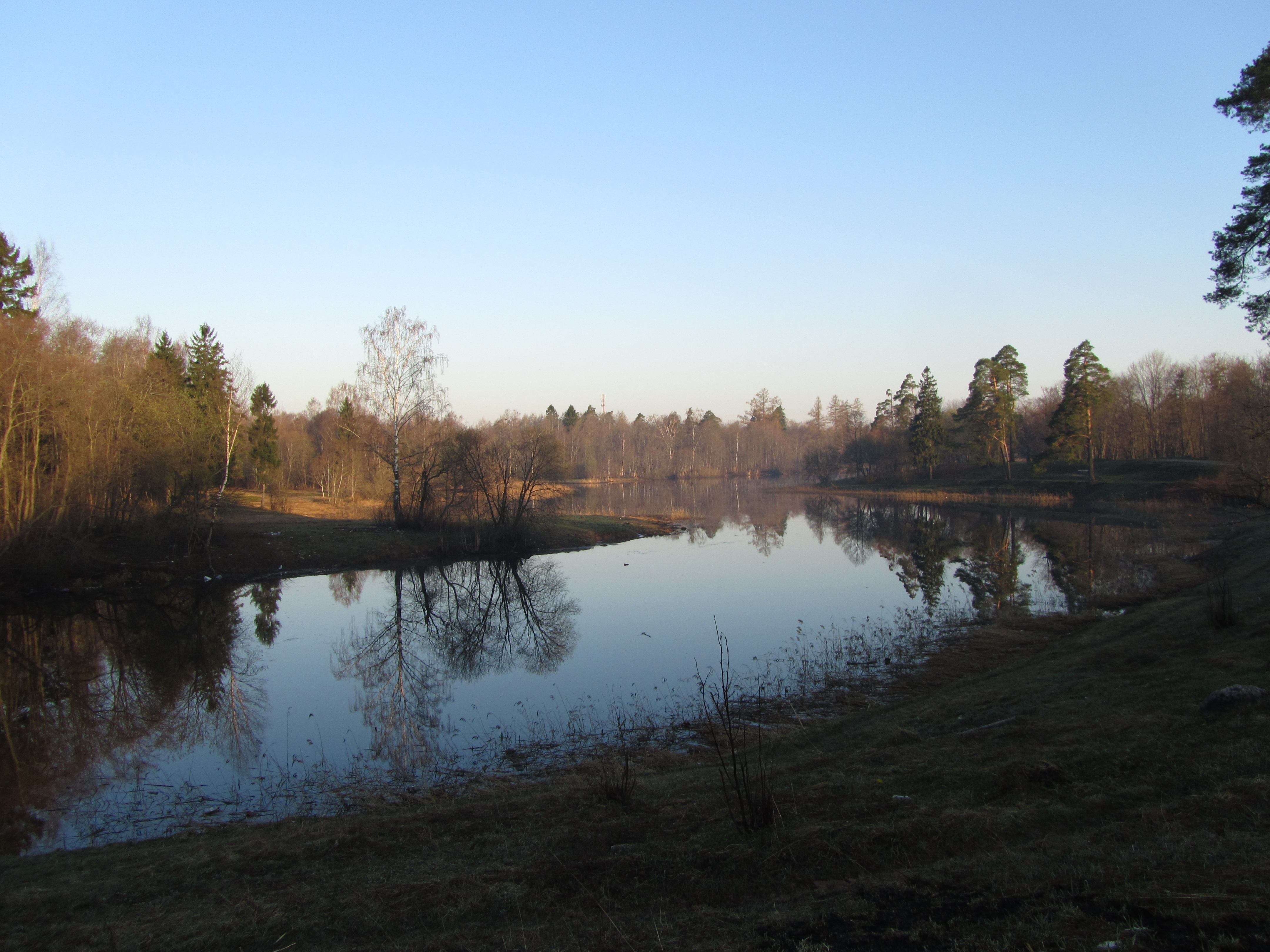
Филькино озеро
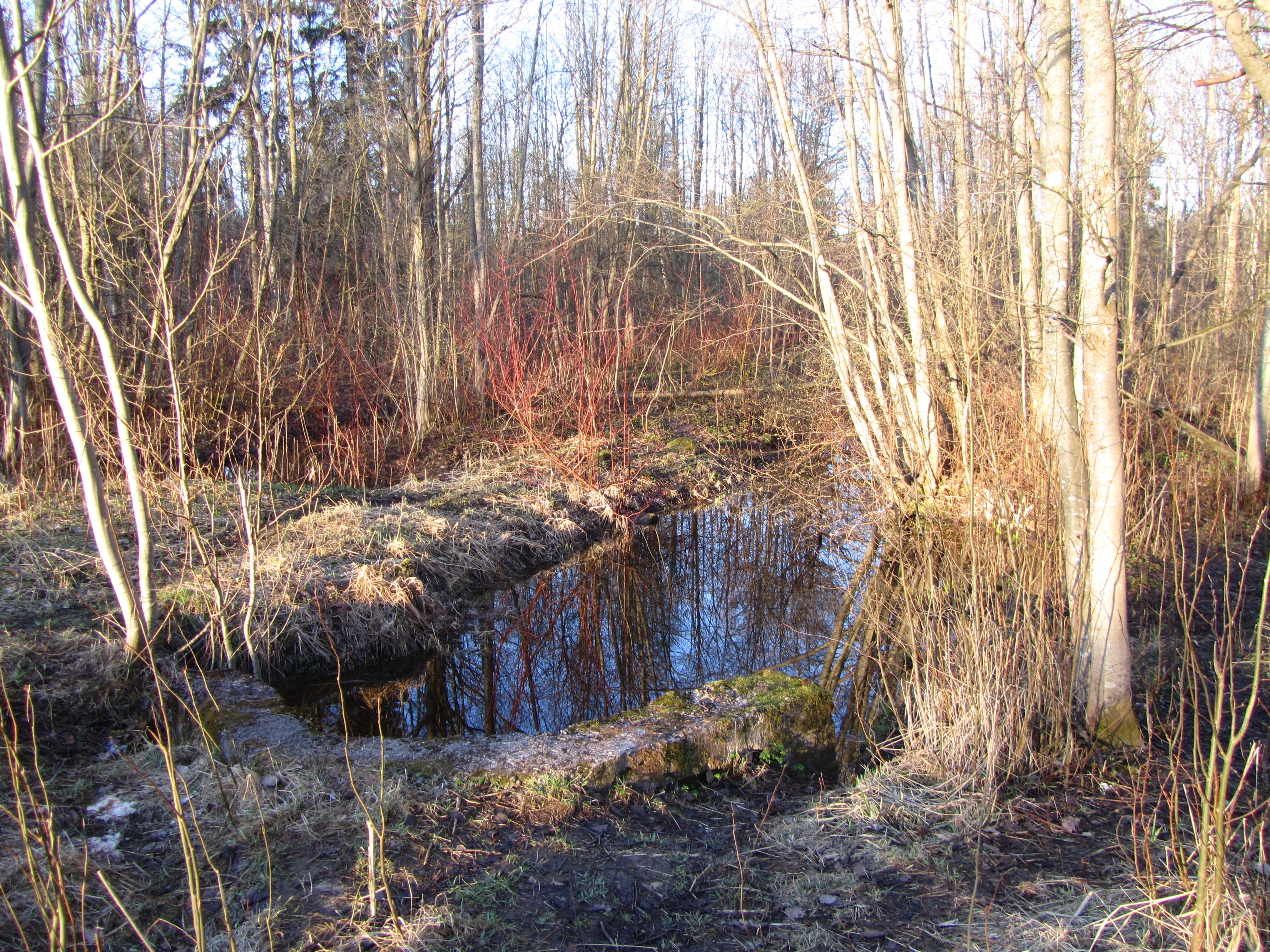
Канал в Приоратском парке
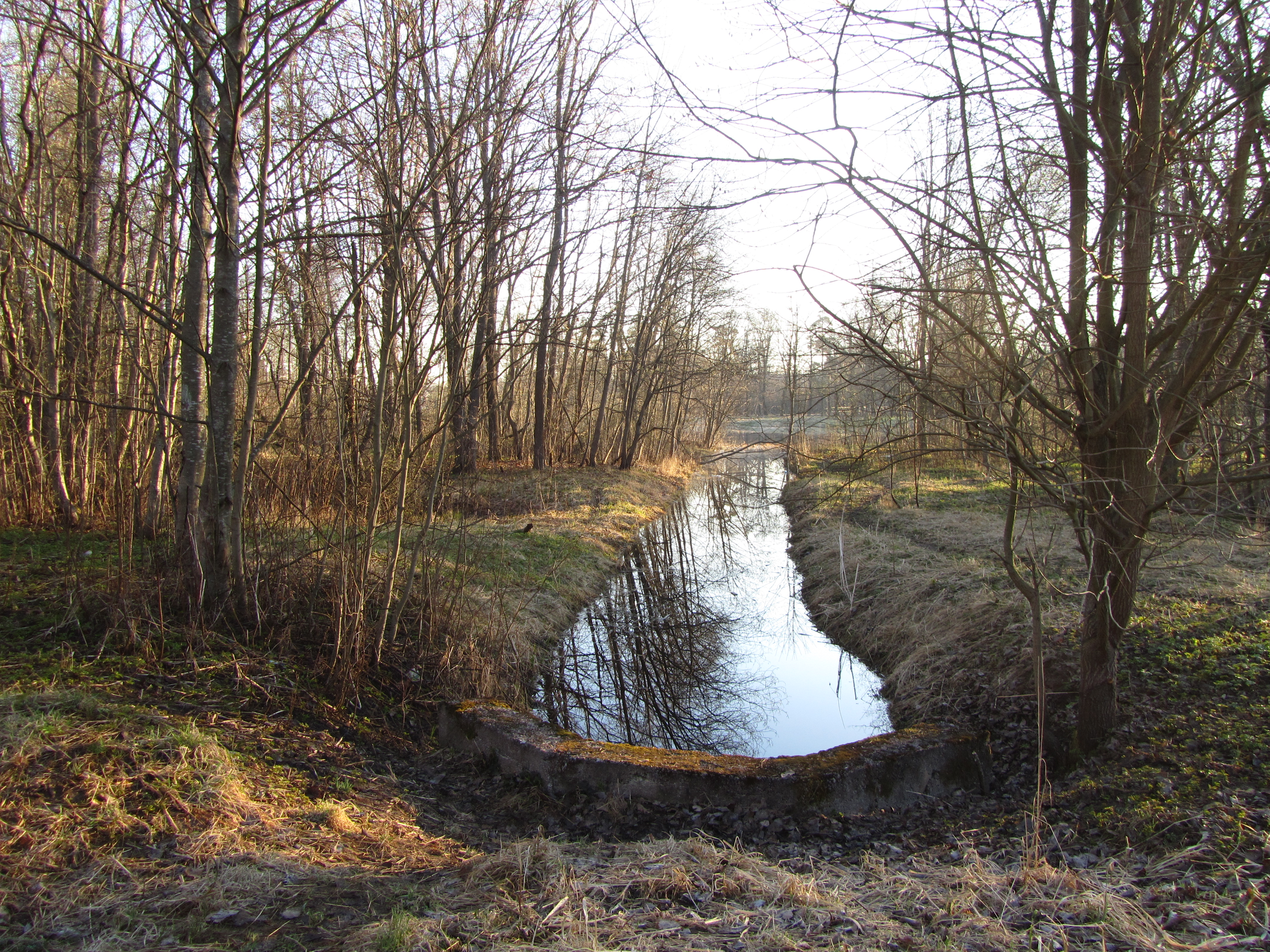
Водоток, вытекающий из Филькиного озера
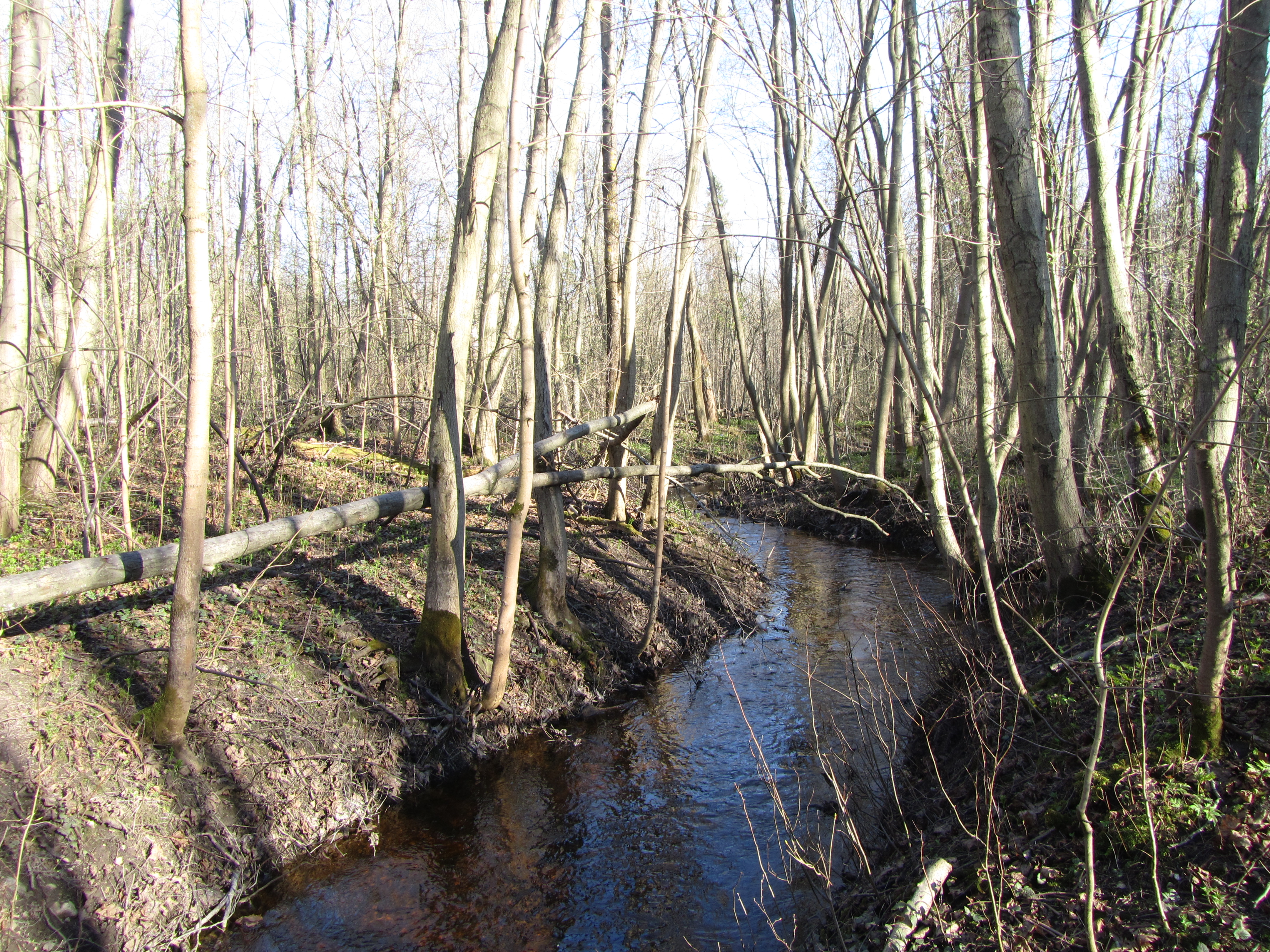
Ручей в Приоратском парке
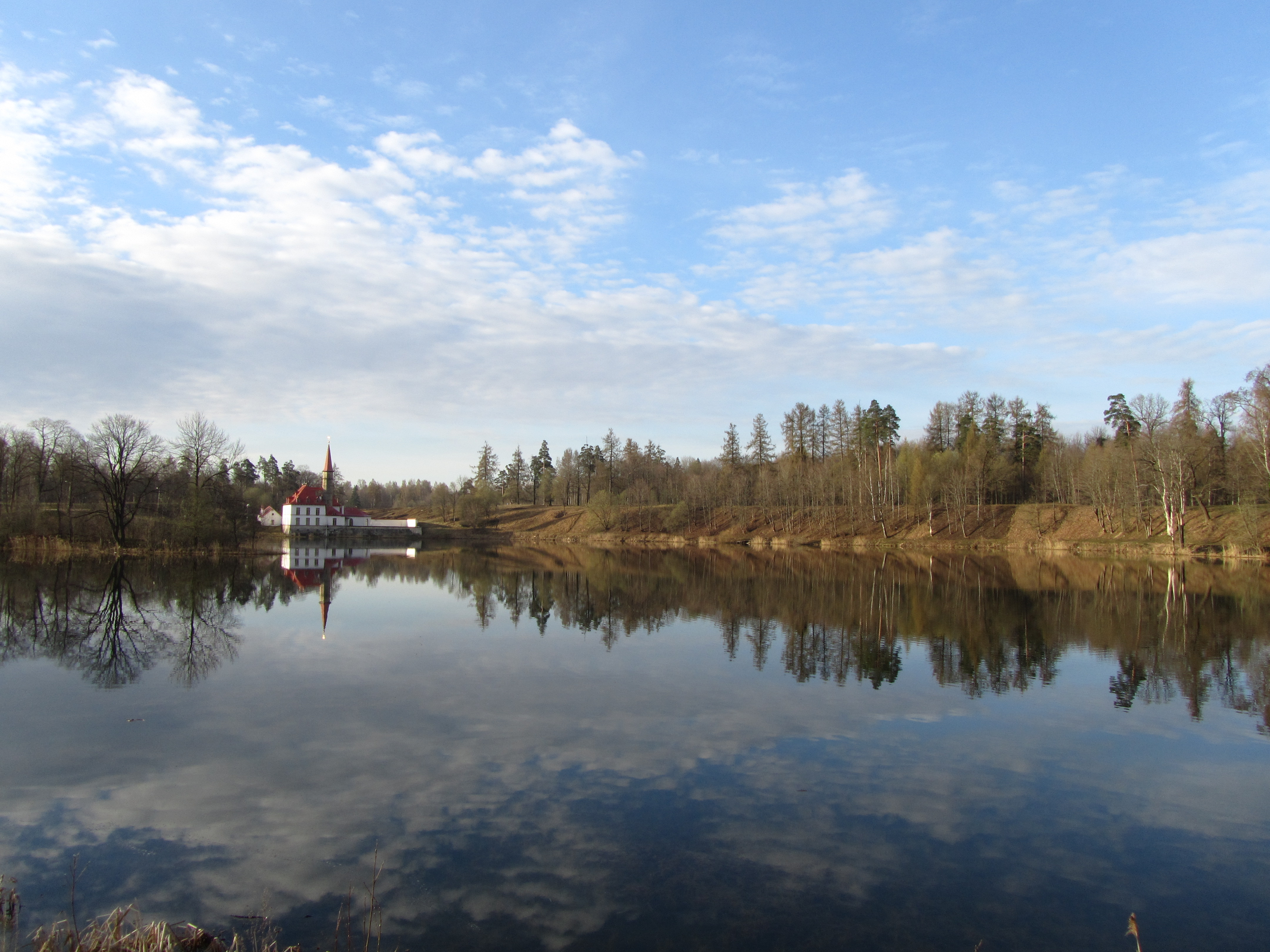
Чёрное озеро в апреле — лёд сошёл
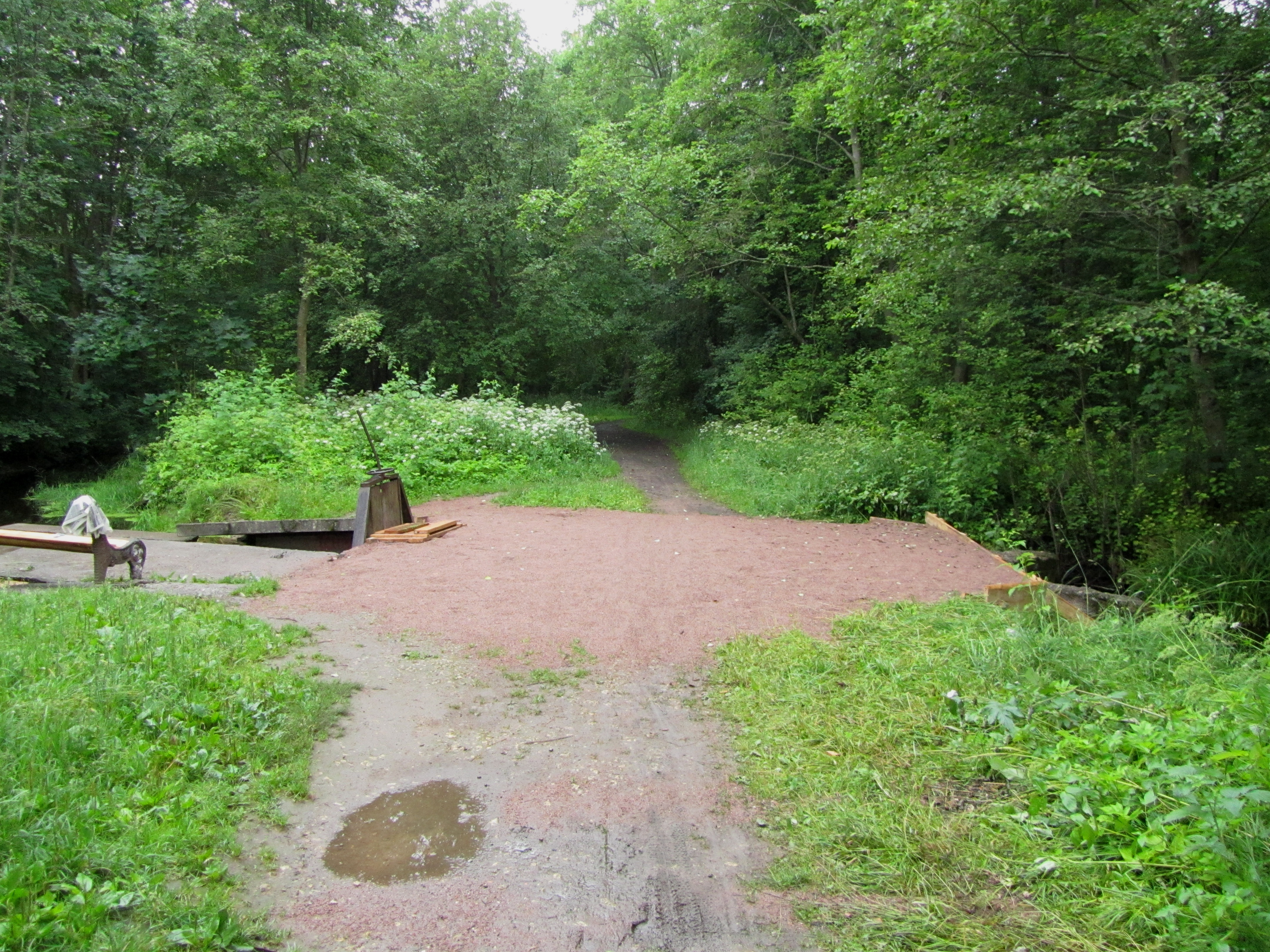
Шлюз системы водотоков в Приоратском парке
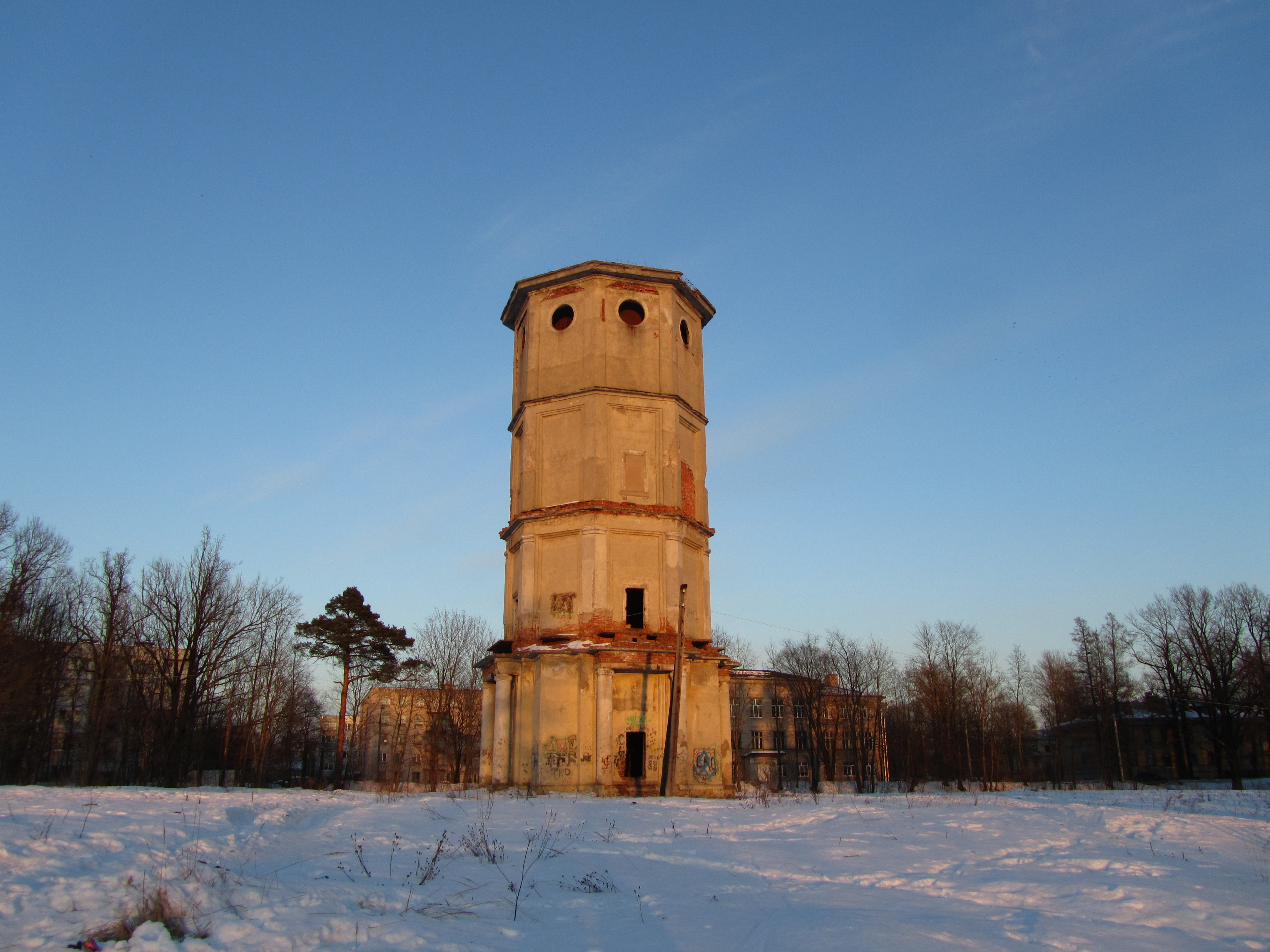
Заброшенная водонапорная башня в Приоратском парке
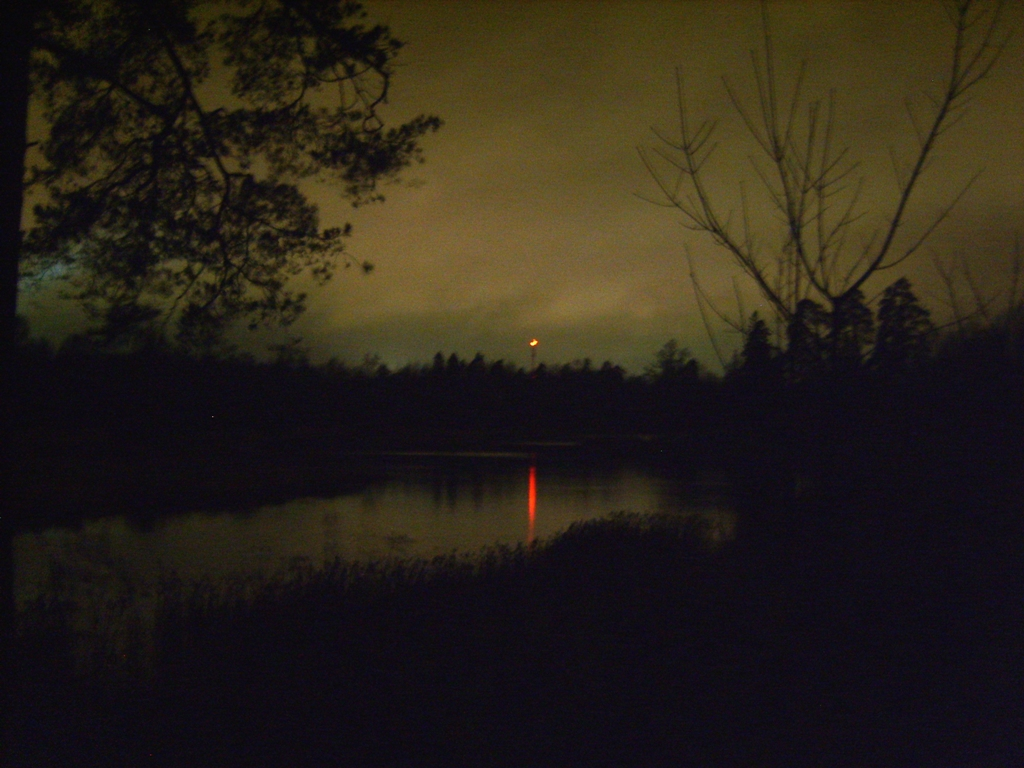
Филькино озеро осенней ночью. Огонёк — световое заграждение башни сотовой связи